# ジェームズ・バトラー (第7代アイケリン子爵)
第7代アイケリン子爵ジェームズ・バトラー（英語: James Butler, 7th Viscount Ikerrin、1714年 – 1721年10月20日）は、アイルランド貴族。

## 生涯
第6代アイケリン子爵トマス・バトラーとマーガレット・ハミルトン（Margaret Hamilton、1743年5月没、ジェームズ・ハミルトンの娘）の息子として、1714年に生まれた。
1720年3月7日に父が死去すると、アイケリン子爵の爵位を継承した。
1721年10月20日に天然痘で死去した。弟サマセット・ハミルトンが爵位を継承した。

## 人物
「宗教と道徳への関心が並はずれである場面が多く、将来有望である」との評価がなされたという。